# Seminoler
Se även Seminole (olika betydelser).
Seminole, som på creekspråket betyder "flyktingar", är en av De fem civiliserade nationerna. 

## Historia
Seminole är en indianstam som bildades på 1700-talet av indianer med olika stamtillhörigheter, främst creeker. En stor del afrikanska slavar togs också upp i stammen efterhand. I början av 1830-talet fördrevs indianer för att lämna rum för vita nybyggare. Omkring 3000 seminoleindianer tvingades iväg till reservat i Oklahoma, men omkring 500 stannade kvar i träsken i Everglades i Florida och fortsatte kampen mot amerikanska armén. De leddes av hövdingen Osceola. Till slut upphörde striderna utan att något fredsfördrag skrevs med Förenta Staternas regering. Därför kallar sig seminolerna idag för "De aldrig erövrade". Stammen existerar därför både i Florida och i Oklahoma idag.

## Seminolernas liv i Florida idag
Idag finns drygt 3000 seminoler bosatta i Florida på fem reservat. Big Cypress och Brighton omfattar större områden. De övriga har vuxit ihop med storstäderna och har inga synliga gränser. 
I Hollywood, som ingår i Stor-Miami, finns Hard Rock Hotel & Casino. Förutom kasinot omfattar verksamheten ett hotell, ett konserthus och ett shoppingcentrum med flera restauranger. Den lönsamma verksamheten ger ett överskott som kommer alla medlemmar till godo genom fri sjukförsäkring, kostnadsfri utbildning och en slags "medlemslön".
Big Cypress-reservatet ligger mitt i träsket Everglades och där finns stammens skola, Ahfachkee school (ordet "ahfachkee" betyder "lycklig").

## Oklahoma idag
I Oklahoma bor idag omkring 6000 seminoler.